# Türkis Rosa Lila Villa

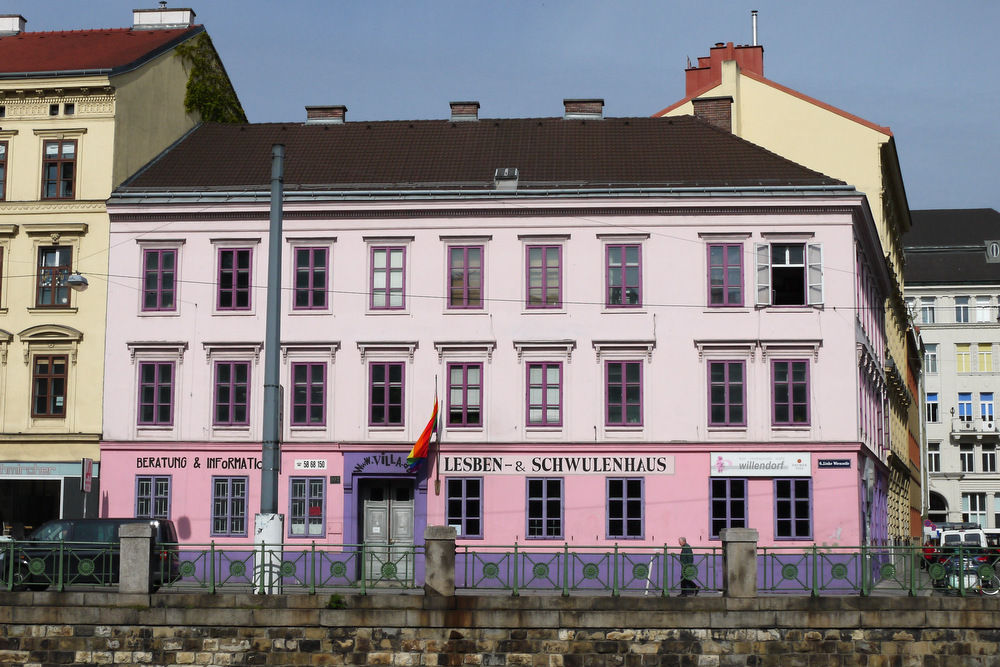
Die Türkis Rosa Lila Villa an der Linken Wienzeile

Die Türkis Rosa Lila Villa ist ein österreichisches Lesben-, Schwulen- und Trans-Zentrum an der Linken Wienzeile im 6. Wiener Gemeindebezirk (Mariahilf). Sie ist als Beratungs- und Veranstaltungsort, Gastronomie sowie als Wohnprojekt konzipiert.

## Geschichte
Die Initiative zur Gründung der „Villa“, wie sie verkürzend genannt wird, wurzelt in der Hausbesetzerszene der späten 1970- und 80er-Jahre und in der frühen Lesben- und Schwulenbewegung. Im Zuge anderer Hausbesetzungen in der Gassergasse und der Ägidigasse wurde 1982 das damals zum Abriss vorgesehene Haus an der Linken Wienzeile besetzt. Nach längeren Verhandlungen mit der Gemeinde Wien als Eigentümerin und der Vizebürgermeisterin Gertrude Fröhlich-Sandner, die sich für das Projekt einsetzte, wurde schließlich 1984 zwischen den als Verein „Rosa Lila Tip“ organisierten Aktivisten und der Stadt ein Vertrag zur „Instandbesetzung“, also zur Selbstverwaltung und Belebung des Objekts, auf 30 Jahre geschlossen; dies obwohl die damals geltende Gesetzeslage die „Werbung für Unzucht mit Personen des gleichen Geschlechts“ (§ 220 öStGB) sowie „Verbindungen zur Begünstigung gleichgeschlechtlicher Unzucht“ (§ 221 öStGB) unter Strafe stellte.
Das Gebäude wurde mit teils privater Initiative und teils öffentlicher Subvention generalsaniert und einerseits zu einem Zentrum für Beratung für homosexuelle und trans Menschen, andererseits zu einem Gastronomiebetrieb und zu Gemeinschaftswohnungen aufgebaut. Den damals aufgebrachten Schriftzug „1. Wiener Schwulen- und Lesbenhaus“ trägt die Villa in leicht abgewandelter Form („Lesben- und Schwulenhaus“) bis heute. Neben der HOSI, die mit dem Marsch durch die Institutionen einen anderen Weg des Diskurses gefunden hat, betreibt die Rosa Lila Villa seit ihrer Gründung politische Arbeit und Lobbying für nicht-heterosexuelle Menschen und ist eine der Wegbereiterinnen für die Emanzipation der Schwulen- und Lesbenbewegung Österreichs. Mit dem Aufkommen des HI-Virus hat sich für die Villa auch in der AIDS-Arbeit und der Aufklärung über dieses Thema ein Betätigungsfeld gefunden.

## Organisation
Neben dem Trägerverein ist die Villa heute in den Lila Tip, d. i. die Lesbenberatung, den Türkis Rosa Tippp, d. i. die Trans-, Schwulen- und Queerberatung und das Restaurant Willendorf (seit 2019 Villa Vida) unterteilt. Sie organisiert regelmäßige Veranstaltungen und Gruppentreffen und unterhält eine Bibliothek einschlägiger Werke. Ihr Selbstverständnis sieht die Villa in einem „utopischen Gegenentwurf zu den dominierenden Mainstreamkonzepten von Zwangsheterosexualität, Patriarchat und binärer Identitätskonstruktion“. Das Programm wurde auch um Ausstellungen, z. B. mit Künstlern wie Hidéo Snes und Offerus Ablinger, erweitert.
Von 2016 bis 2024 befand sich die Organisation Queer Base – Welcome and Support for LGBTIQ Refugees als integrales Projekt im Haus. Intensiviert wurde die Arbeit zum Thema queere Geflüchtete anlässlich einer Beschmierung an der Außenwand der Villa, die mit den Worten „Tötet Schwule“ zur Gewalt aufrief. 2017 wurde die Queer Base mit dem Bruno-Kreisky-Preis für Verdienste um die Menschenrechte sowie mit dem Alexander-Friedmann-Preis ausgezeichnet. Die internationale Menschenrechtsexpertin Marianne Schulze in ihrer Laudatio zur Kreisky-Preisverleihung: „Queer Base ist ein Safe Space inmitten von viel Widerstand gegen Flüchtlinge per se, mannigfaltiger Diskriminierung, Homo- und Transphobie und vielschichtigen Gewaltspiralen“. 2024 zog die mehrfach ausgezeichnete NGO in den vierten Gemeindebezirk.

## Gegenstimmen und Kritik
Der ÖVP-Politiker Kurt Pint, ehemaliger Bezirksvorsteher des sechsten Wiener Gemeindebezirks, echauffierte sich über die „sittenverderbende Aufschrift“ an der Fassade der Villa; der FPÖ-Politiker Hilmar Kabas nannte die Villa ein „subventioniertes Bordell“.
Am 16. April 2023 sollte eine „Drag-Queen-Kinderbuchlesung“ in der Türkis Rosa Lila Villa stattfinden. Vor der Veranstaltung hatten verschiedene Gruppen, darunter rechtsextreme Identitäre, christliche Fundamentalisten, bekannte Verschwörungstheoretiker aus der Coronaleugner-Szene und die Freiheitliche Jugend, in sozialen Medien mobilisiert, um die Lesung zu verhindern. Als Reaktion darauf forderten linke Gruppen dazu auf, die Veranstaltung zu schützen. Insgesamt wurden bei der Polizei sieben Kundgebungen im Zusammenhang mit der Lesung angemeldet. Trotz bis zu 1.000 Demonstranten musste die Polizei nicht eingreifen.